# Michael Parsons
Michael Parsons (ur. 3 października 1995  w Rockville) – amerykański łyżwiarz figurowy, startujący w parach tanecznych z Caroline Green. Mistrz czterech kontynentów (2022), mistrz świata juniorów (2017), zwycięzca finału Junior Grand Prix (2016), medalista zawodów z cyklu Challenger Series, mistrz Stanów Zjednoczonych juniorów (2017) oraz wicemistrz Stanów Zjednoczonych seniorów (2023).

## Osiągnięcia

### Z Caroline Green

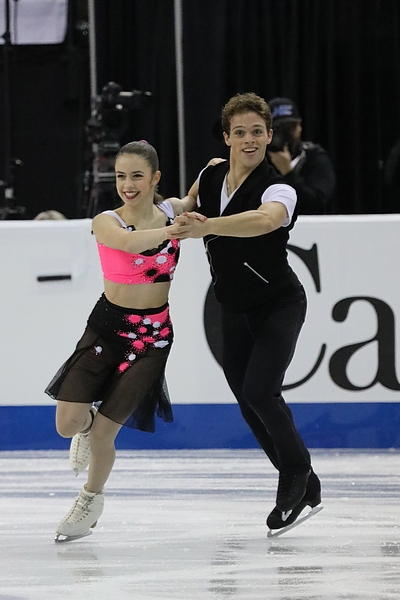
Caroline Green i Michael Parsons na Skate Canada International 2019

| Zawody                              | 19–20          | 20–21          | 21–22          | 22–23          | 23–24          |                |                |                |                |                |                |                |                |                |                |                |                |
| Międzynarodowe                      | Międzynarodowe | Międzynarodowe | Międzynarodowe | Międzynarodowe | Międzynarodowe | Międzynarodowe | Międzynarodowe | Międzynarodowe | Międzynarodowe | Międzynarodowe | Międzynarodowe | Międzynarodowe | Międzynarodowe | Międzynarodowe | Międzynarodowe | Międzynarodowe | Międzynarodowe |
| ----------------------------------- | -------------- | -------------- | -------------- | -------------- | -------------- | -------------- | -------------- | -------------- | -------------- | -------------- | -------------- | -------------- | -------------- | -------------- | -------------- | -------------- | -------------- |
| Mistrzostwa świata                  |                |                |                | 6              |                |                |                |                |                |                |                |                |                |                |                |                |                |
| Mistrzostwa czterech kontynentów    |                |                | 1              | 5              | 6              |                |                |                |                |                |                |                |                |                |                |                |                |
| GP Cup of China                     |                |                |                |                | 3              |                |                |                |                |                |                |                |                |                |                |                |                |
| GP Gran Premio d’Italia             |                |                | 5              |                |                |                |                |                |                |                |                |                |                |                |                |                |                |
| GP NHK Trophy                       |                |                |                | 3              |                |                |                |                |                |                |                |                |                |                |                |                |                |
| GP Skate America                    | 7              | 4              |                |                | 4              |                |                |                |                |                |                |                |                |                |                |                |                |
| GP Skate Canada International       | 7              |                | 4              | 4              |                |                |                |                |                |                |                |                |                |                |                |                |                |
| CS Autumn Classic International     |                |                | 3              |                |                |                |                |                |                |                |                |                |                |                |                |                |                |
| CS Finlandia Trophy                 |                |                |                | 5              |                |                |                |                |                |                |                |                |                |                |                |                |                |
| CS Lombardia Trophy                 | 5              |                |                |                |                |                |                |                |                |                |                |                |                |                |                |                |                |
| CS Warsaw Cup                       | 3              |                | 3              |                |                |                |                |                |                |                |                |                |                |                |                |                |                |
| CS Golden Spin Zagrzeb              | 3              |                |                |                |                |                |                |                |                |                |                |                |                |                |                |                |                |
| Lake Placid Ice Dance International | 5              |                |                |                |                |                |                |                |                |                |                |                |                |                |                |                |                |
| Krajowe                             |                |                |                |                |                |                |                |                |                |                |                |                |                |                |                |                |                |
| Mistrzostwa Stanów Zjednoczonych    | 5              | 4              | 4              | 2              | 4              |                |                |                |                |                |                |                |                |                |                |                |                |

### Z Rachel Parsons

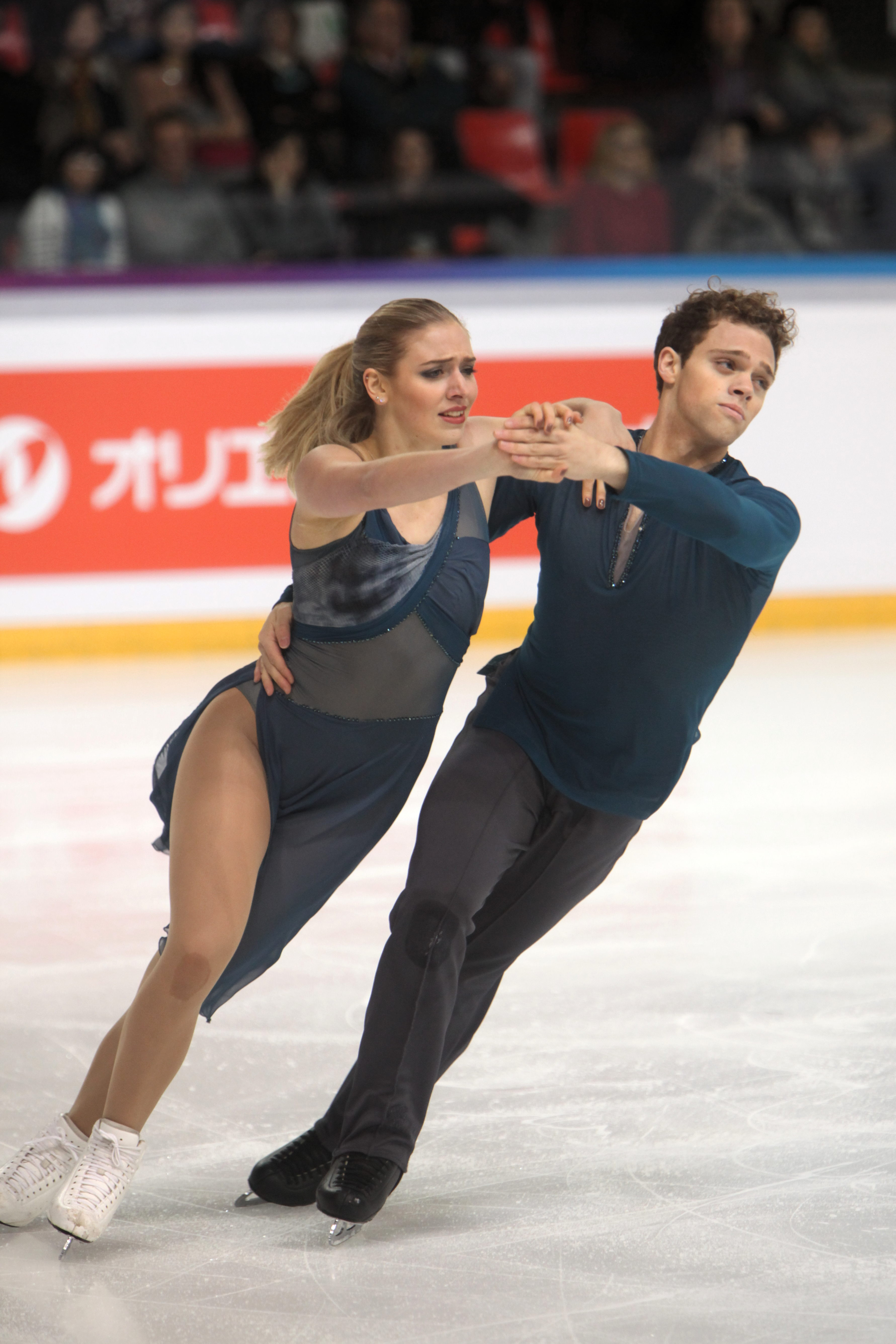
Rachel i Michael Parsons na Internationaux de France 2018

| Zawody                                | 10–11          | 11–12          | 12–13          | 13–14          | 14–15          | 15–16          | 16–17          | 17–18          | 18–19          |                |                |                |                |                |                |                |                |
| Międzynarodowe                        | Międzynarodowe | Międzynarodowe | Międzynarodowe | Międzynarodowe | Międzynarodowe | Międzynarodowe | Międzynarodowe | Międzynarodowe | Międzynarodowe | Międzynarodowe | Międzynarodowe | Międzynarodowe | Międzynarodowe | Międzynarodowe | Międzynarodowe | Międzynarodowe | Międzynarodowe |
| ------------------------------------- | -------------- | -------------- | -------------- | -------------- | -------------- | -------------- | -------------- | -------------- | -------------- | -------------- | -------------- | -------------- | -------------- | -------------- | -------------- | -------------- | -------------- |
| Mistrzostwa czterech kontynentów      |                |                |                |                |                |                |                | 6              |                |                |                |                |                |                |                |                |                |
| GP NHK Trophy                         |                |                |                |                |                |                |                |                | 3              |                |                |                |                |                |                |                |                |
| GP Rostelecom Cup                     |                |                |                |                |                |                |                | 7              |                |                |                |                |                |                |                |                |                |
| GP Skate America                      |                |                |                |                |                |                |                | 9              |                |                |                |                |                |                |                |                |                |
| GP Internationaux de France           |                |                |                |                |                |                |                |                | 5              |                |                |                |                |                |                |                |                |
| CS Asian Open Trophy                  |                |                |                |                |                |                |                |                | 2              |                |                |                |                |                |                |                |                |
| CS Golden Spin Zagrzeb                |                |                |                |                |                |                |                | 8              |                |                |                |                |                |                |                |                |                |
| CS Lombardia Trophy                   |                |                |                |                |                |                |                |                | 2              |                |                |                |                |                |                |                |                |
| CS Memoriał Ondreja Nepeli            |                |                |                |                |                |                |                | 2              |                |                |                |                |                |                |                |                |                |
| CS Nebelhorn Trophy                   |                |                |                |                |                |                |                |                | 2              |                |                |                |                |                |                |                |                |
| Lake Placid Ice Dance International   |                |                |                |                |                |                |                | 2              | 2              |                |                |                |                |                |                |                |                |
| Międzynarodowe: Kategorie młodzieżowe |                |                |                |                |                |                |                |                |                |                |                |                |                |                |                |                |                |
| Mistrzostwa świata juniorów           |                | 15             |                | 8              | 4              | 2              | 1              |                |                |                |                |                |                |                |                |                |                |
| JGP Finał                             |                |                |                | 6              |                | 3              | 1              |                |                |                |                |                |                |                |                |                |                |
| JGP w Austrii                         |                |                | 6              |                |                |                |                |                |                |                |                |                |                |                |                |                |                |
| JGP w Chorwacji                       |                |                | 3              |                | 2              | 1              |                |                |                |                |                |                |                |                |                |                |                |
| JGP w Czechach                        |                |                |                | 2              |                |                |                |                |                |                |                |                |                |                |                |                |                |
| JGP w Japonii                         |                |                |                |                |                |                | 1              |                |                |                |                |                |                |                |                |                |                |
| JGP w Niemczech                       |                |                |                |                |                |                | 1              |                |                |                |                |                |                |                |                |                |                |
| JGP w Polsce                          |                | 9              |                |                |                |                |                |                |                |                |                |                |                |                |                |                |                |
| JGP na Słowacji                       |                |                |                | 2              |                | 1              |                |                |                |                |                |                |                |                |                |                |                |
| Mentor Toruń Cup                      |                |                |                |                | 2 J            |                |                |                |                |                |                |                |                |                |                |                |                |
| Lake Placid Ice Dance International   |                |                |                |                |                | 1 J            | 1 J            |                |                |                |                |                |                |                |                |                |                |
| Igrzyska olimpijskie młodzieży        |                | 4              |                |                |                |                |                |                |                |                |                |                |                |                |                |                |                |
| Krajowe                               |                |                |                |                |                |                |                |                |                |                |                |                |                |                |                |                |                |
| Mistrzostwa Stanów Zjednoczonych      | 1 N            | 4 J            |                | 3 J            | 2 J            | 2 J            | 1 J            | 5              | 6              |                |                |                |                |                |                |                |                |
| Eastern Sectionals                    | 1 N            | 1 N            |                |                |                |                |                |                |                |                |                |                |                |                |                |                |                |

## Programy
Caroline Green / Michael Parsons
| Sezon   | Taniec rytmiczny (RD) | Taniec dowolny (FD) |
| ------- | --- | --- |
| 2022–23 | - Samba: Vocalizado – Alessandro Olivato - Rumba: Historia de un Amor – Cesária Évora - Samba: Boutique – Watazu choreografia: Charlie White, Tanith White, Greg Zuerlein                                                                | - Błękitna rapsodia – George Gershwin, wyk. Royal Philharmonic Orchestra choreografia: Charlie White, Tanith White, Greg Zuerlein                                        |
| 2021–22 | - Hip-hop: The Knowledge – Janet Jackson - Jazz: My Lovin' (You're Never Gonna Get It) – En Vogue - Hip-hop: Rhythm Nation – Janet Jackson choreografia: Jimmie Manners                                                                  | - Violin Concerto No. 1 „EsoConcerto” – Ezio Bosso - Clouds, The Mind on the (Re)Wind – Ezio Bosso, aranż. Hugo Chouinard choreografia: Aleksiej Kilijakow, Jelena Nowak |
| 2020–21 | - Thoroughly Modern Millie medley: - Fokstrot: I Turned The Corner – Gavin Creel, Sutton Foster - Quickstep: What Do I Need With Love? – Gavin Creel choreografia: Aleksiej Kilijakow, Jelena Nowak                                      | - Prince medley: - Dance 4 Me - Nothing Compares 2 U - Raspberry Beret choreografia: Aleksiej Kilijakow, Jelena Nowak                                                    |
| 2019–20 | - Quickstep: Screw Loose (z musicalu Cry Baby) – Adam Schlesinger, David Javerbaum - Blues: Baby Baby Baby Baby (z musicalu Thoroughly Modern Millie) – Adam Schlesinger, David Javerbaum choreografia: Aleksiej Kilijakow, Jelena Nowak | - Conquest of Spaces – Woodkid - I Love You (Acoustic) – Woodkid |